# Bennettitatae
Clasa Bennettitatae cuprinde doar gimnosperme dispărute, deci găsite sub formă de fosile. Dimensiunile acestor gimnosperme fosile sunt mici. Ele sunt cunoscute de la începutul Mezozoicului. Au avut o dezvoltare maximă în Jurasic și dispar la sfârșitul Cretacicului.

## Subîmpărțirea clasei Bennettitatae (după Sârbu, 1999)
| Clasa         | Ordin | Gen          |
| Bennettitatae | -     | Cycadeoidea  |
| Bennettitatae | -     | Williamsonia |
| ------------- | ----- | ------------ |